# عمو سام ماگو
عمو سام ماگو (به انگلیسی: Uncle Sam Magoo) یک فیلم ویژه تلویزیونی محصول ۱۹۷۰ میلادی به کارگردانی آبه لویتو و نویسندگی لری مارکس، هنری جی ساپرستین و سم روزن می‌باشد. موسیقی متن توسط والتر شارف می‌باشد. جیم بکوس در نقش آقای ماگو، لنی واینریب، باب هولت، پتی گیلبرت، سید گراسفلد و بارنی فیلیپس در این فیلم بازی می‌کنند. این انیمیشن در ۱۵ فوریه ۱۹۷۰ از ان بی سی پخش شد.

## داستان
آقای ماگو برای بازی در فیلمی به هالیوود می‌رود، اما در عوض در یک سری ماجراهایی که در دوره‌های زمانی مختلف اتفاق می‌افتد، از نزدیک شاهد تاریخ ایالات متحده است.

## نقش‌ها
- جیم بکوس به عنوان صدای آقای ماگو
- لنی واینریب - عمو سام، مایلز استندیش، جان آلدن، پل ریور، دیوی کروکت، کاپیتان جان پارکر، دنیل وبستر، جان اف کندی
- باب هولت - رئیس قوی عقاب، رئیس هند، جان اسمیت، رئیس پاوهاتان، رئیس هند ۲، کیت کارسون، پل بونیان
- پتی گیلبرت - پریسیلا مولینز، بتسی راس، تام سایر، النور روزولت
- سید گروسفلد
- بارنی فیلیپس - مارک تواین، جان ساتر، پاتریک هنری، آبراهام لینکلن، مارتین لوتر کینگ جونیور.
- دیو شلی
- جان هیمز
- بیل کلیتون